# Jwan Yosef
Jwan Yosef (nascido em 6 de setembro de 1984) é um pintor e artista sueco-sírio. Ele é especialista em artes plásticas e mora em Londres, Inglaterra.

## Início da vida e educação
Yosef nasceu na Síria, filho de pai curdo e mãe armênia. Sua família emigrou para a Suécia quando ele tinha dois anos, e mais tarde ele estudou pintura na Pernbys målarskola em Estocolmo entre 2004 e 2006, depois mudou-se para a Konstfack Faculdade Universitária de Artes, Ofícios e Design, Estocolmo.

## Carreira
Yosef participou de um grande número de feiras de arte e exposições coletivas. Ele realizou duas exposições individuais em 2013 intituladas Painting about Sex, Flesh and Violence, lol na DIVUS Gallery em Londres e High Notes, na Galleri Anna Thulin, Estocolmo. Ele participou da exposição Threadneedle Prize em 2013 e do BEERS Contemporary Award for Emerging Art, ambos em 2013. Em 2015, ele expôs na Galleri Bon com a exposição coletiva There and Back Again com os colegas graduados da Konstfack Josef Bull, Petr Davydtchenko e Natasja Loutchko. Ele é um membro fundador e titular do estúdio na The Bomb Factory Art Foundation em Archway, norte de Londres.

## Vida pessoal
Em abril de 2016, durante a gala da amfAR, a Fundação para a Pesquisa da AIDS em São Paulo, Brasil, Yosef anunciou publicamente que estava em um relacionamento com o cantor porto-riquenho Ricky Martin. O casal se casou em 2017. Em 31 de dezembro de 2018, Martin e Yosef anunciaram, via Instagram, o nascimento de sua filha, Lucia Martin-Yosef. Em 29 de outubro de 2019, Martin e Yosef anunciaram o nascimento de seu filho, Renn Martin-Yosef. Em julho de 2023, foi anunciado que Martin e Yosef haviam se separado após seis anos de casamento.